# Joe Lhota
Joseph J. Lhota (New York, 7 oktober 1954) is een Amerikaans bestuurder, ambtenaar en voormalig politicus van de Republikeinse Partij. Hij was voorzitter van de Metropolitan Transportation Authority van januari 2012 tot december 2012 en van juni 2017 tot november 2018. Eerder was hij locoburgemeester van New York onder Rudy Giuliani. Lhota was de Republikeinse kandidaat voor de burgemeestersverkiezingen van New York van 2013, die hij verloor van de Democratische kandidaat Bill de Blasio.